# Jorge Paula
Jorge Paula (né le 8 octobre 1984 à Lisbonne) est un athlète portugais (depuis le 23 octobre 2003), spécialiste du 400 mètres haies. Son meilleur temps est de 49 s 72, obtenu à Albertville le 1er juillet 2011.